# فارفا (تشيرنيهيفسكا)
فارفا (Варва) هي مدينة في مقاطعة تشيرنيهيفسكا في أوكرانيا.
يبلغ عدد سكانها حوالي 8120 نسمة.